# Bezżuchwowce
Bezżuchwowce, bezszczękowce (Agnatha, czyt. agnata) – takson prymitywnych, pozbawionych szczęk kręgowców wodnych, do których należą minogokształtne i śluzicokształtne oraz wymarłe kostnopancerne, Heterostraci i Thelodonti. W zależności od przyjętej systematyki klasyfikowany jest w randze nadgromady, supergromady lub infratypu.

## Budowa
Ciało współczesnych przedstawicieli bezszczękowców jest silnie wydłużone, cylindryczne, pokryte pozbawioną łusek skórą z wielowarstwowym nabłonkiem, pokrytą śluzem. Układy mięśniowy, nerwowy z narządami zmysłów, krążenia i wydalniczy przypominają analogiczne układy ryb. Prymitywny kręgosłup złożony jest z chrzęstnych płytek leżących wzdłuż chrzęstnej struny grzbietowej. Czaszka chrzęstno-błoniasta, u śluzic pozbawiona oczu, zakończona zębokształtnymi wyrostkami na języku zamiast szczęk. Śluzice mają od 5 do 15 par worków skrzelowych, od których odchodzą kanały łączące się pod skórką i uchodzące do gardzieli oraz do otworów po bokach ciała. Brak płetwy grzbietowej. Minogi natomiast mają dobrze rozwinięte, na ogół nieduże oczy oraz dwie płetwy – grzbietową i grzbietowo-ogonową. Otwór gębowy ma postać okrągłej przyssawki, wewnątrz której znajdują się rogowe ząbki oraz fałd – również pokryty ząbkami. Występuje 7 par workowatych skrzeli, otwierających się na zewnątrz 7 parami otworów skrzelowych. Układ krwionośny zamknięty, przez serce przepływa wyłącznie pozbawiona tlenu krew żylna.

## Odżywianie się
Współczesne bezszczękowce są pozbawione żołądka. Śluzice są padlinożercami lub pasożytami – żerują głównie na ciałach ryb i głowonogów – wgryzają się głęboko w ich ciało, aby pić krew i wyjadać tkanki mięsne. Oprócz kilku wyjątków minogi są pasożytami – żerują one głównie na rybach, przysysając się do ich ciał i wysysając krew. W wyniku jej ubytku ofiara minoga, mimo że ten już odpłynął, jest najczęściej tak osłabiona, że umiera. Niekiedy minogi jedzą także małe bezkręgowce morskie.

## Rozmnażanie się
U bezżuchwowców występuje zapłodnienie zewnętrzne. Minogi są zwierzętami rozdzielnopłciowymi. Na czas składania jaj minogi migrują do rzek i wraz z rozpoczęciem tarła przestają się odżywiać. Następują zmiany anatomiczne: u samic powiększa się płetwa grzbietowa i pojawia zgrubienie w okolicy odbytowej, u samców natomiast wykształca druga płetwa odbytowa. Minogi jaja składają w zagłębieniu w podłożu. Robią to tylko raz w życiu, po czym giną. Ze złożonych jaj wylęgają się larwy, zwane ślepicami, które zagrzebują się w podłożu i odżywiają planktonem oraz małymi bezkręgowcami morskimi. Po upływie 3–6 miesięcy larwa przeobraża się w postać dorosłą. Rozmnażanie się śluzic nie zostało do końca zbadane. Wiadomo, że są one obojnakami, jednak w okresie rozrodu funkcjonuje tylko jedna część gruczołu obojnaczego – męska lub żeńska. W ciągu swego życia śluzice prawdopodobnie wielokrotnie składają złoża, liczące od 12 do 300 dużych jaj w twardych skorupkach. Nie występuje stadium larwalne.

## Ewolucja
Bezszczękowce pojawiły się już w górnym kambrze, jednak ich największa liczebność przypada na okres dewonu. Wiele rodzajów utworzyło w tym okresie wolno osadzone w jamie gębowej zęby lub zębopodobne wyrostki na pancerzu głównym (np. ostrakodermy), które pełniły funkcje niewykształconych jeszcze szczęk.

## Systematyka
- śluzice (Myxini)
- cefalaspidokształtne (Cephalaspidomorphi)
  - †anaspidy (Anaspida)
  - †kostnopancerne (Osteostraci)
  - minogokształtne (Petromyzoniformes)
- †pteraspidokształtne (Pteraspidomorphi)
  - heterostraki (Heterostraci)
  - Arandaspida
  - Thelodontidae
  - Eriptychiida
  - Astraspida